# Lijst van voetbalinterlands Comoren - Lesotho
Deze lijst van voetbalinterlands is een overzicht van alle officiële voetbalwedstrijden tussen de nationale teams van de Comoren en Lesotho. De Zuidelijk Afrikaanse landen hebben tot op heden zeven keer tegen elkaar gespeeld. De eerste ontmoeting, een groepswedstrijd tijdens de COSAFA Cup 2008, werd gespeeld in Secunda (Zuid-Afrika) op 24 juli 2008. Het laatste duel, een kwalificatiewedstrijd voor de Afrika Cup 2023, vond plaats op 17 juni 2023 in Johannesburg (Zuid-Afrika).

## Wedstrijden
| № | Plaats       | Datum           | Competitie                                        | Wedstrijd         | Uitslag |
| - | ------------ | --------------- | ------------------------------------------------- | ----------------- | ------- |
| 1 | Secunda      | 24 juli 2008    | COSAFA Cup 2008                                   | Comoren − Lesotho | 0 − 1   |
| 2 | Moroni       | 7 oktober 2015  | WK 2018 kwalificatie                              | Comoren − Lesotho | 0 − 0   |
| 3 | Maseru       | 13 oktober 2015 | WK 2018 kwalificatie                              | Lesotho − Comoren | 1 − 1   |
| 4 | Moroni       | 15 juli 2017    | African Championship of Nations 2018 kwalificatie | Comoren − Lesotho | 2 − 0   |
| 5 | Maseru       | 23 juli 2017    | African Championship of Nations 2018 kwalificatie | Lesotho − Comoren | 1 − 0   |
| 6 | Moroni       | 3 juni 2022     | Afrika Cup 2023 kwalificatie                      | Comoren − Lesotho | 2 − 0   |
| 7 | Johannesburg | 17 juni 2023    | Afrika Cup 2023 kwalificatie                      | Lesotho − Comoren | 0 − 1   |

## Samenvatting
| Competitie                                   | Totaal gespeeld | Winst Comoren | Gelijk | Winst Lesotho | Doelsaldo Comoren – Lesotho |
| -------------------------------------------- | --------------- | ------------- | ------ | ------------- | --------------------------- |
| WK-kwalificatie                              | 2               | 0             | 2      | 0             | 1 − 1                       |
| Afrika Cup-kwalificatie                      | 2               | 2             | 0      | 0             | 3 − 0                       |
| African Championship of Nations-kwalificatie | 2               | 1             | 0      | 1             | 2 − 1                       |
| COSAFA Cup                                   | 1               | 0             | 0      | 1             | 0 − 1                       |
| Totaal                                       | 7               | 3             | 2      | 2             | 6 – 3                       |

Wedstrijden bepaald door strafschoppen worden, in lijn met de FIFA, als een gelijkspel gerekend.
FCF · Comorees vrouwenelftal

Interlands
Tegenstander:
Angola ·
Botswana ·
Burkina Faso ·
Burundi ·
Centraal-Afrikaanse Republiek ·
Djibouti ·
Egypte ·
Ethiopië ·
Gabon ·
Gambia ·
Ghana ·
Guinee ·
Ivoorkust ·
Jemen ·
Kaapverdië ·
Kameroen ·
Kenia ·
Lesotho ·
Libië ·
Madagaskar ·
Malawi ·
Malediven ·
Mali ·
Marokko ·
Mauritanië ·
Mauritius ·
Mozambique ·
Namibië ·
Oeganda ·
Palestina ·
Seychellen ·
Sierra Leone ·
Swaziland ·
Togo ·
Tsjaad ·
Tunesië ·
Zambia ·
Zimbabwe ·
Zuid-Afrika
LFA · 
Lesothaans vrouwenelftal
Interlands
Tegenstander:
Algerije ·
Angola ·
Benin ·
Botswana ·
Burkina Faso ·
Burundi ·
Centraal-Afrikaanse Republiek ·
Comoren ·
Congo-Kinshasa ·
Ethiopië ·
Gabon ·
Gambia ·
Ghana ·
Guinee ·
Ivoorkust ·
Kaapverdië ·
Kameroen ·
Kenia ·
Laos ·
Liberia ·
Libië ·
Madagaskar ·
Malawi ·
Maleisië ·
Marokko ·
Mauritanië ·
Mauritius ·
Mozambique ·
Myanmar ·
Namibië ·
Niger ·
Nigeria ·
Oeganda ·
Rwanda ·
Sao Tomé en Principe ·
Senegal ·
Seychellen ·
Sierra Leone ·
Soedan ·
Swaziland ·
Tanzania ·
Togo ·
Zambia ·
Zimbabwe ·
Zuid-Afrika